# Sarcophyton agaricum
Sarcophyton agaricum is een zachte koraalsoort uit de familie Alcyoniidae. De koraalsoort komt uit het geslacht Sarcophyton. Sarcophyton agaricum werd in 1855 voor het eerst wetenschappelijk beschreven door Stimpson. 